# Cràter de Xiva
El Cràter Xiva o Shiva Crater és una estructura geològica segons la hipòtesi que planteja Sankar Chatterjee que es va formar per impacte amb uns 500 km de diàmetre. Aquesta estructura geològica consta del Bombay High i la Depressió Surat. Es troba a l'Oceà ïndic a l'oest de Mumbai, Índia. Chatterjee li va donar el nom del déu de l'hinduisme Xiva/Shiva.

## Arguments
Segons Chatterjee el Cràter Xiva s'hauria format fa uns 66milions d'anys, en el mateix moment que altres impactes de l'extinció del Cretaci-Paleogen. Hauria estat deguda a l'impacte d'un asteroide o un cometa d'uns |40 km de diàmetre.
Es creu que podria explicar les grans reserves de petroli i gas natural de la regió dels trapps del Dècan.
En general els científics geòlegs no estan convençuts que el Cràter Xiva sigui un cràter d'impacte Actualment no està reconegut com un cràter d'impacte per l'Earth Impact Database del Planetary and Space Science Centre de la Universitat de New Brunswick, Canadà.

### Geologia i morfologia
Al contrari que altres estructures per impacte d'objectes extraterrestres, el Xiva té una forma de llàgrima i inusualment rectangular. També conté quantitat per sobre de la mitjana de roques alcalines foses quars d'impacte (shocked quartz) i òxid de ferro amb iridi (element rar a la Terra però comú als asteroides). Aquests tipus de roques suggereixen un origen per impacte.

### Xiva i l'Extinció massiva
La proposta del cràter Xiva i altres cràters d'impacte possibles junt amb el Chicxulub han portat a la hipòtesi que múltiples impactes van causar l'extinció massiva del final del Cretaci. Chatterjee creu que el Xiva va ser un dels molts impactes. Altres teories sostenen que l'impacte del Chicxulub va ocórrer abans de l'extinció dels dinosaures.